# Tipula densursi
Tipula densursi är en tvåvingeart som beskrevs av Alexander 1943. Tipula densursi ingår i släktet Tipula och familjen storharkrankar. Inga underarter finns listade i Catalogue of Life.